# رایموندو لزاما
رایموندو لزاما (انگلیسی: Raimundo Lezama; ۲۹ نوامبر ۱۹۲۲ – ۲۳ ژوئیهٔ ۲۰۰۷) بازیکن فوتبال اهل اسپانیا بود.
از باشگاه‌هایی که در آن بازی کرده‌است می‌توان به باشگاه فوتبال اتلتیک بیلبائو و باشگاه فوتبال ساوت‌همپتون اشاره کرد.
وی همچنین در تیم ملی فوتبال اسپانیا بازی کرده‌است.